# Erilophodes colorata
Erilophodes colorata là một loài bướm đêm trong họ Geometridae.